# 竹入義勝
竹入 義勝（たけいり よしかつ、1926年〈大正15年〉1月10日 - 2023年〈令和5年〉12月23日）は、日本の政治家。衆議院議員（8期）、東京都議会議員（1期）、文京区議会議員（1期）を歴任。位階は正三位。
1967年から1986年まで公明党委員長を務め、言論出版妨害事件では中心となって動いた。1972年7月に独自のルートで中国の周恩来首相と会談し、同年9月の日中国交正常化の橋渡しを行った（竹入メモ）。
のちに、創価学会から除名された。詳細は「創価学会#創価学会に対する批判」を参照。

## 経歴
長野県上伊那郡辰野町に生まれ、北佐久郡軽井沢町で育つ。
陸軍航空士官学校在校中に敗戦を迎えた。
旧制伊那中学を経て、国鉄（現：JR東日本）に勤務。1948年国鉄田端機関区勤務、肺病を病み、1953年創価学会に入会。
1959年4月、文京区議会議員選挙に無所属（創価学会推薦）で立候補し、初当選。
1961年11月 - 公明政治連盟の結成に参加。この頃、自由民主党本部に出入りし、政治大学校（現：自由民主党中央政治大学院）の講義を通じて田中角栄らと個人的な関係を築いた。
1963年4月、東京都議会議員選挙に北区選挙区から公明政治連盟の公認を受けて立候補し、初当選。
1963年、政治大学校を卒業、創価学会副理事長。
1964年11月17日、公明党が結成。公明党副書記長に就任する。

### 公明党委員長に就任

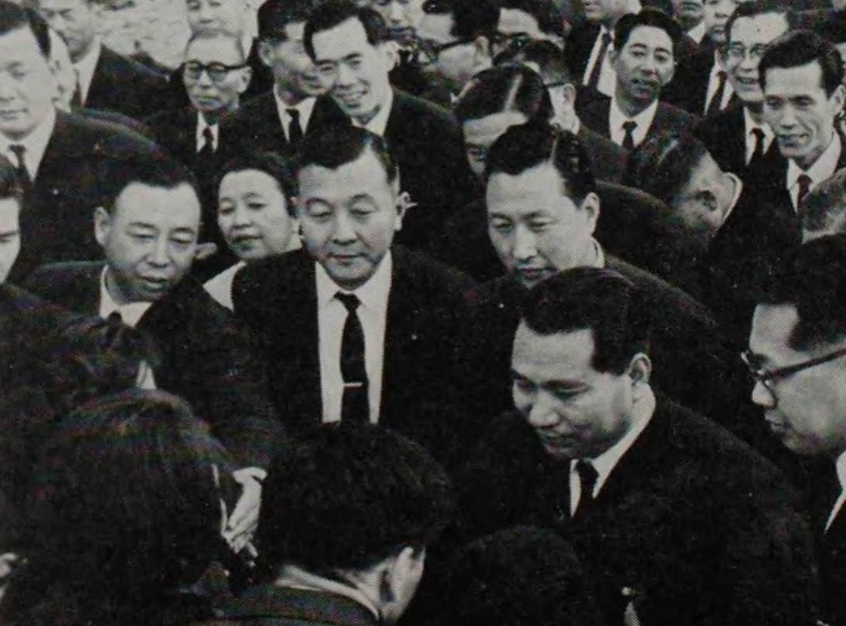
創価学会会員と語る池田大作。それを取り囲む創価学会幹部、竹入義勝、北条浩ら。大石寺の参道にて。

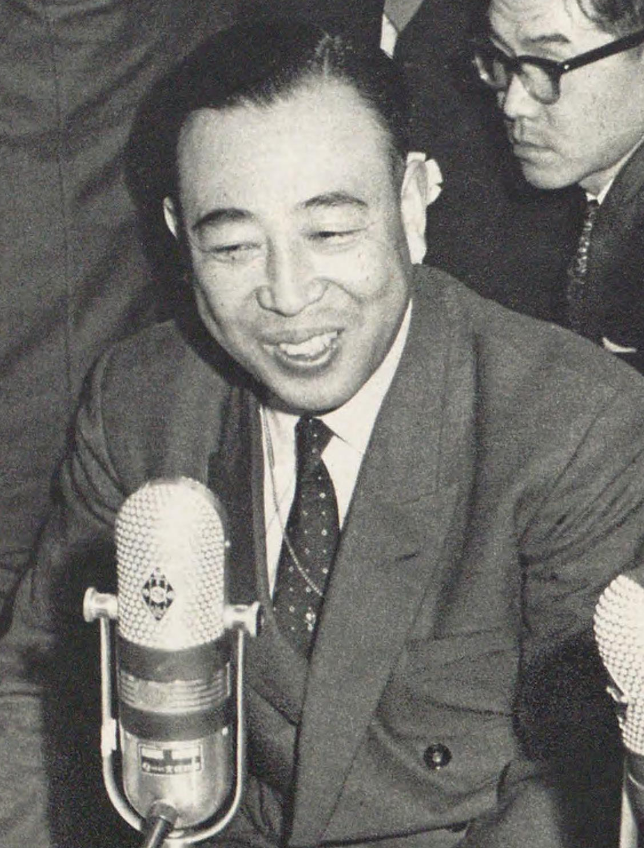
『公明』1967年3月号より

1967年1月29日に行われた第31回衆議院議員総選挙に、新設された旧東京10区から公明党公認で立候補し、初当選。公明党は25議席を獲得する躍進。
同年2月13日、公明党第4回党大会が開催。辻武寿の退任にともない、第3代公明党中央執行委員長に就任。過去2代の委員長は参議院議員が就任していたが、衆議院議員である竹入が委員長に就任したことは、公明党が衆議院を重視する転換を示すことになった。
1969年12月、政治評論家の藤原弘達による、公明党と創価学会の政教分離問題が表面化した際、自民党幹事長だった田中角栄に事態の沈静化を依頼する。党書記長矢野絢也と共に田中と藤原の会談を見守った。
1971年暴漢に襲われ重傷を負う。

### 日中国交正常化
1971年7月2日、竹入を団長とする公明党第一次代表団は北京で、王国健を代表とする中日友好協会代表団と共同声明を行った。その中で公明党側は「中華人民共和国は唯一の合法政府」などとする五原則を明らかにした。その直後、7月9日から11日にかけて、米国のヘンリー・キッシンジャー大統領補佐官が周恩来首相と北京で会談を行った。キッシンジャーから報告を受けたリチャード・ニクソン大統領は7月15日、それまで極秘で進めてきた米中交渉を明らかにし、自身の訪中計画を電撃的に発表した。
1972年7月25日、竹入、正木良明、大久保直彦らは羽田を出発し、香港経由で北京に到着。同月27日から29日にかけて周恩来首相と単独で会談し、日中国交正常化交渉の折衝を行った（竹入メモ）。同年9月、首相となった角栄が訪中するが、その際の日中共同声明実現に貢献する。さらに北朝鮮も訪問、首相から主席になったばかりの金日成と会談した。
1975年、社会党委員長の成田知巳と初めて社公党首会談を行う。反自民で意気投合し、選挙協力にまで発展する。
1979年、民社党委員長の佐々木良作と公民連合政権構想に合意する。同年10月7日の第35回衆議院議員総選挙では、社公・公民における選挙協力が奏功。自民党を大敗に追い込んだ。
1980年1月、成田の後任の委員長の飛鳥田一雄との間で連合政権構想に合意。日本共産党とは絶縁（革新ブロックの解消）。公明党はこれ以降、一貫して共産党排除路線を取り続け、創共協定は完全に死文化。
1984年、自民党総裁選挙において、二階堂擁立構想が持ち上がり、佐々木良作と共に擁立抗争に巻き込まれる。
1986年12月、各党が世代交代する中、在職20年目を前に委員長を退任。公明党最高顧問に就任する。
1990年2月の第39回衆議院議員総選挙に立候補せず。党内役職定年（在職中に66歳の誕生日を迎え得る場合はその直前の選挙をもって引退）を確立させ、政界から引退。

### 晩年
1996年、勲一等旭日大綬章を受章する。
1998年8月から9月にかけて朝日新聞に掲載されたインタビュー記事がきっかけで反学会に転じ、公明党最高顧問を解任の上、除名される（詳細は後述）。創価学会も竹入を会員除名とした。
2023年12月23日、肺炎のため、福岡市の病院で死去。97歳没。死没日付をもって正三位に叙された。

## 人物
- 1971年9月21日、公明党本部前で暴漢にナイフで刺され、3か月の重傷を負った[14]。
- 20年近く日本の国政政党党首として在任していたことは、独特の民主集中制により世代交代が起こりにくい体質の日本共産党を除けば異例の長さである。

### 学歴・軍歴の矛盾
1998年（平成10年）、公明党と創価学会が政教一致の関係にあったと主張し、朝日新聞に「55年体制回顧録」が掲載された。同回顧録が精査された結果、学歴記述の矛盾などが見つかった。竹入はこれを逆恨みし反公明党・反創価学会の立場を鮮明にしていき、公明党は中央幹事会で政界引退済みの党の功労者だったにもかかわらず最高顧問職解任、党からの除名を決めた。直後に創価学会も中央審査会を開いて除名処分を決定、事実上の永久追放という形で両者は絶縁した。
具体的には、竹入の経歴について朝日新聞の紙面上では「陸軍航空特別幹部候補生」としていた。しかし、他のマスコミに対して公表していた経歴は「陸軍航空士官学校在学中に終戦を迎える」等であった。

陸軍航空士官学校というのは当初、埼玉県所沢町（現・所沢市）の所沢飛行場（現・所沢航空記念公園）内に実在した機関で、特別幹部候補生（特幹）という兵士教育制度も実在した。しかし、陸軍航空士官学校は所沢で開校した翌年に隣の豊岡町（現・入間市）の修武台（現・航空自衛隊入間基地）に移転しており、竹入が在校していたとされる終戦直前に所沢飛行場内にあったのは所沢陸軍航空整備学校という別の機関だった。

所沢陸軍航空整備学校では、竹入が18歳だった1944年（昭和19年）に新設されたばかりの第1期特別幹部候補生を受け入れたという記録が残っている。党は竹入が学歴要件のなかった特幹採用試験に合格し、実際に航空整備学校に入校していた可能性を探ったものの、確証は得られなかった。

また、所沢の飛行学校という言葉も出てくるが、これを厳密に解釈するのであれば陸軍航空士官学校の前身である所沢陸軍飛行学校のことであり、大東亜戦争の頃には既に航空士官学校に改組された後だった。

さらに、陸軍航空士官学校で最も数の多かった士官候補生として教育を受けるには、同じ埼玉県の朝霞町（現・朝霞市）にあった陸軍予科士官学校で教育を受けてからでなければならなかった。予科士官学校を受験するには、中学4年次修了が必要で、竹入はこれについて「旧制高千穂中学校（現・高千穂大学）から陸士を受験した」としたが、高千穂学園本部同窓会の名簿に竹入の名前がないことが明らかになった。その上、公明党本部が旧陸軍および陸上自衛隊のOB・遺族などで作る公益財団法人偕行社と、実際に陸軍航空士官学校59期に在学していた党所属の地方議員や自民党の梶山静六、近岡理一郎らに確認したところ、偕行社、陸士59期会のどちらの名簿にも竹入の文字はなかったという。
これらの証言や制度検証を基に、党は機関紙公明新聞に「終戦時に竹入が陸軍航空士官学校の敷地内にいたのは事実だが、士官学校の学生ではなく『作業兵』として働いていただけである」とする調査結果を掲載し、学歴詐称の事実を糺す釈明要求書を2度に渡って当時代表だった神崎武法の名義で本人宛に送付しているが2015年（平成27年）に至るまで本人からの返答はない。
その後、創価学会も独自に調査を行い、2006年になって聖教新聞に掲載された学会最高幹部による紙上座談会では竹入が尋常小学校か良くても高等小学校までしか出ていなかったとしている。

### 「政治大学校」
竹入は公式のプロフィール上で最終学歴を「政治大学校卒業」としているが、この学校の存在についても疑念が挙がっている。俵孝太郎は講演で「政治大学校というのは藤山愛一郎が自民党内で議員秘書を養成するために作ったいわば人材育成機関で、その講義は当時東京・永田町の砂防会館に置かれていた自民党本部内で行われていた」と述べ、現在の自由民主党中央政治大学院のことだと指摘している。これが正しければ政治大学校は文部大臣から設立認可を受けた正式の教育機関ではなく、学歴として引き合いに出すことは本来できない。

政治大学校が自民党内の組織であれば、当時は自民党員以外に対して講義を開放する制度（現在の自民未来塾）や手段がまだ完全には整っておらず、実質的に党員でなければ受講は不可能だった。竹入は後の言論出版妨害事件の時、自民党幹事長だった田中角栄に処理を依頼するが、俵は「昭和30年代中頃には中央政治大学院で角栄が講義をした記録もある」と述べ、竹入が自民党内に出入りしていたことで角栄との関係が醸成され、その後の自公民（実質的には田中派と公明党・民社党）連携の基礎にもなっていったとの見方を示している。
一方で政治大学校は東京・新宿に存在した現在の各種学校にあたる組織だという説もあるが、これについて竹入本人は口を固く閉ざしており、詳細は未だに謎のままである。

### 経費流用訴訟
2006年（平成18年）5月19日、公明党は「内部調査により、竹入が党中央執行委員長在職中の1986年（昭和61年）7月に自分の妻へ送った指輪の購入代金を党の会計から支出し着服横領した」として、総額550万円の損害賠償を求める民事訴訟を東京地方裁判所に起こした。翌日には、聖教新聞でも提訴が大々的に報道され、提訴後も同紙には折に触れて横領を非難する記事が掲載された。
2008年（平成20年）3月18日、東京地裁は「党の会計から私的流用したとは認められない」として請求を棄却。判決文では「横領したという当時は衆参同日選の最中で、党トップの竹入氏が秘書や警護官もともなわずにデパートで夫婦揃って高価な指輪を購入するのは不自然」と指摘したうえで、購入した指輪の具体的な種類や形状が特定されていないことなどを理由に、流用の事実は認められないとした。

公明党側は即日、東京高等裁判所に控訴したが2008年12月4日に「互いを誹謗中傷せず、竹入が遺憾の意を表明した場合は党側が控訴を取り下げる」との条件で和解が成立した。この事件について、学会は聖教新聞の紙上で着服横領事件を複数回に渡り報道していたが、判決後も竹入との和解条項の全容は公表していない。